# Svarttjärnen (Hanebo socken, Hälsingland, 677114-152776)
Svarttjärnen är en sjö i Bollnäs kommun i Hälsingland och ingår i Testeboåns huvudavrinningsområde.